# Típeček
Típeček (též Tipeček nebo Čípček) je zaniklá středověká osada, ležící při silnici mezi Jedovnicemi a Křtinami v okrese Blansko v Jihomoravském kraji. Osada vznikla pravděpodobně v polovině 13. století v rámci kolonizace Drahanské vrchoviny a zanikla během husitských válek v první polovině 15. století. Podle archeologického výzkumu šlo o typickou lesní lánovou ves. V současnosti jsou v lokalitě nalézány pouze keramické fragmenty a jiné archeologické nálezy, fyzické pozůstatky staveb se nezachovaly. Jméno osady přetrvává v místních názvech jako kopec Típeček (544 m n. m.) a lesní tratě Přední a Zadní Típeček.

## Historie
První písemná zmínka o Típečku pochází z roku 1464, kdy se tato ves připomíná již jako pustá. Další záznam je z roku 1521, kdy je osada opět uváděna jako pustá. Na základě archeologických nálezů keramiky byla ves založena pravděpodobně v polovině 13. století v rámci vrcholně středověké kolonizace Drahanské vrchoviny. Osada byla buď součástí holštejnského panství, nebo náležela zábrdovickému klášteru, kterému patřily sousední Křtiny. Tato nejistota v příslušnosti k vrchnosti naznačuje, že Típeček mohl ležet na rozhraní dvou panství. Zanikla v období husitských válek v první polovině 15. století, což potvrzují nálezy keramiky datované nejpozději do počátku 15. století. Po zániku osady se její území stalo předmětem majetkoprávního sporu mezi opatem zábrdovického kláštera a Matějem Želetavským z Jedovnic. Spor byl nakonec rozhodnut ve prospěch Jedovnic, k nimž byly pozemky připojeny. Od té doby byla oblast využívána převážně jako lesní pozemky a částečně jako pastviny.

## Archeologický výzkum
Systematický archeologický průzkum lokality provedl v 60. a 70. letech 20. století Ervín Černý, který se specializoval na dokumentaci zaniklých středověkých osad na Drahanské vrchovině. V rámci svého historicko-geografického výzkumu lokalizoval na základě povrchové prospekce a studia archivních pramenů přesnou polohu zaniklé osady v trati označované jako "Típeček". Povrchové sběry v lokalitě odhalily zejména fragmenty keramických nádob datovatelné do období 13. až počátku 15. století, což potvrzuje dobu existence osady. Mezi další nálezy patřily kousky mazanice a ojedinělé kovové předměty. Podle charakteru nálezů a terénních pozůstatků se jednalo o menší lesní lánovou ves, typickou pro kolonizaci výše položených oblastí Drahanské vrchoviny ve 13. století. V důsledku zemědělské a lesnické činnosti v následujících staletích jsou však terénní relikty v současnosti jen minimálně zachovány.

## Současný stav
V současné době se v lokalitě zaniklé středověké osady Típeček nenacházejí žádné výrazné povrchové stopy po původních staveních. Oblast je zalesněná a částečně protnutá silnicí č. 373 vedoucí z Jedovnic do Křtin. Připomínkou někdejší existence vsi jsou dochované místní názvy – kopec Típeček (544 m n. m.) a jména lesních tratí Přední Típeček a Zadní Típeček. Na části území, kde se původní osada rozkládala, se nachází přírodní rezervace Mokřad pod Tipečkem, vyhlášená v roce 1990 o rozloze 10,5 ha. Rezervace chrání rašelinné louky s výskytem významných rostlinných a živočišných druhů. Lokalita je součástí CHKO Moravský kras a nachází se v turisticky atraktivní oblasti, avšak samotné místo zaniklé osady není vyznačeno naučnými tabulemi ani jinak prezentováno veřejnosti. Pro archeologické účely je však místo evidováno jako území s archeologickými nálezy.